# عبود الزمر
عبود عبد اللطيف حسن الزمر (مواليد 19 اغسطس 1947) قرية ناهيا، بمحافظة الجيزة مقدم (سابق) في الجيش المصري مُدان بمشاركته وتنفيذه اغتيال الرئيس المصري أنور السادات في 6 أكتوبر 1981 خلال عرض عسكري بعد توقيع السادات معاهدة السلام بين مصر وإسرائيل «اتفاقية كامب ديفيد».

## السيرة الشخصية والعسكرية
ولد الزمر في قرية «ناهيا» في محافظة الجيزة في 19 أغسطس عام 1947، وتعتبر عائلته من أشهر وأغنى عائلات محافظة الجيزة بمصر، وهو قريب اللواء أحمد عبود الزمر أحد قادة حرب أكتوبر 1973 م، التحق بالكلية الحربية عام 1965 وتخرج فيها عام 1967 وذلك عقب نكسة يونيو 1967، والتحق بشعبة الاستطلاع في ادارة المخابرات الحربية وشارك في عدد من العمليات خلف خطوط العدو في حرب الاستنزاف وشارك أيضاً في حرب أكتوبر عام 1973.

## التوجه الديني
دخل عبود الزمر الحركة الإسلامية عام 1979 عن طريق ابن عمه وابن خالته، وبدأ فكره يتشكل دينياً وسياسياً ليصل به إلى ضرورة البحث عن حل إسلامي للمشكلات العامة التي تمر بها البلاد حتى وصل إلى قناعة بضرورة قتل السادات وحصل على فتوى تجيز له ذلك من أمير الجماعة وقتها الشيخ عمر عبد الرحمن الذي سئل «هل يحل دم حاكم لا يحكم طبقاً لما أنزل الله؟» وكانت إجابة الشيخ «نعم يحل دم مثل هذا الحاكم لأنه يكون قد خرج إلى دائرة الكفر».

## الاحكام القضائية
صدر عليه حكمان بالسجن في قضيتي اغتيال السادات 25 عاماً وتنظيم الجهاد 15 عاماً على اعتبار أنه كان العقل المدبّر لعملية الاغتيال. وقد أُفْرِجَ عنه بعد ثورة 25 يناير 2011.

## وصلات خارجية
- منتصر الزيات يكتب: عبود الزمر أشهر سجين سياسي، إسلام أون لاين، 24 ديسمبر 2007